# Validez (lógica)
En lógica, la validez es una propiedad que tienen los argumentos cuando las premisas implican la conclusión. Si la conclusión es una consecuencia lógica de las premisas, se dice que el argumento es deductivamente válido. Algunos consideran estas dos nociones idénticas y usan ambos términos indistintamente. Otros, sin embargo, consideran que puede haber argumentos que no sean deductivamente válidos, como las inducciones. En cualquier caso, de las inducciones a veces se dice que son buenas o malas, en vez de válidas o inválidas.
Ejemplos de argumentos deductivamente válidos son los siguientes:
| 1. Si está soleado, entonces es de día. 2. Está soleado. 3. Por lo tanto, es de día. | 1. Si no es lunes, entonces es martes. 2. No es lunes. 3. Por lo tanto, es martes. | 1. Todos los planetas giran alrededor del Sol. 2. Marte es un planeta. 3. Por lo tanto, Marte gira alrededor del Sol. |

Para que un argumento sea lo que le da principalmente la validez a un argumento es la seguridad con lo que lo dice la persona y que tenga razón con lo que dice deductivamente válido, no es necesario que las premisas o la conclusión sean verdaderas. Sólo se requiere que la conclusión sea una consecuencia lógica de las premisas. La lógica formal exige únicamente una relación condicional entre las premisas y la conclusión. Esto es: que si las premisas son verdaderas, entonces la conclusión también lo es (esta es la caracterización semántica de la noción de consecuencia lógica); o alternativamente: que la conclusión sea deducible de las premisas conforme a las reglas de un sistema lógico (esta es la caracterización sintáctica de la noción de consecuencia lógica). Si un argumento, además de ser válido, tiene premisas verdaderas, entonces se dice que es sólido.
Las expresiones de las que depende la validez de los argumentos se llaman constantes lógicas, y la lógica las estudia mediante sistemas formales.

## Validez de un argumento
Un argumento concreto es válido cuando tiene la forma de un esquema de argumento válido. Por ejemplo, considérese el siguiente argumento:
| 1. Es de día o es de noche 2. No es de día 3. Por lo tanto, es de noche |

Este argumento es válido porque tiene la forma de un silogismo disyuntivo, el cual es un esquema de argumento válido:
1. p o q
2. No p
3. Por lo tanto, q

Para determinar la validez de un argumento concreto, entonces, alcanza con determinar la validez su esquema de argumento, y esto se puede lograr por medios semánticos o por medios sintácticos.

### Método semántico
En el método semántico, se dice que un esquema de argumento es válido cuando es imposible que las premisas sean verdaderas y la conclusión falsa. Para determinar si esto es el caso, se supone la verdad de las premisas, y aplicando las definiciones de verdad, se intenta deducir la verdad de la conclusión. O también, se supone que las premisas son verdaderas y la conclusión falsa, y aplicando las definiciones de verdad, se intenta deducir una contradicción (reducción al absurdo).
En la lógica proposicional, un método alternativo es transformar un argumento en su correspondiente fórmula, y construir una tabla de verdad. Si la fórmula resulta ser una verdad lógica, entonces el argumento es válido. Esto se debe a que vale el teorema de la deducción y su converso, pero también a que la lógica proposicional es decidible, y por lo tanto siempre admite de un procedimiento algorítmico para determinar si una fórmula cualquiera es una verdad lógica o no.

### Método sintáctico
En el método sintáctico, se dice que un esquema de argumento es válido cuando existe una deducción de la conclusión a partir de las premisas del argumento y los axiomas del sistema, utilizando sólo las reglas de inferencia permitidas.
En un sistema de deducción natural,  es como el conjunto de axiomas es vacío, un esquema de argumento será válido cuando exista una deducción de la conclusión a partir de las premisas, utilizando sólo las reglas de inferencia permitidas.